# Koma (rappeur)
Pour les articles homonymes, voir Koma.
Koma, de son vrai nom Ahmed Benaïssa, né le 19 novembre 1973 à Chambéry, en Savoie, est un rappeur franco-algérien, originaire du 18e arrondissement de Paris. Issu d'une famille d'origine algérienne, il grandit dans le quartier de Barbès. Il est membre du collectif Scred Connexion.

## Biographie
Koma est né à Chambéry, en Savoie. Ses parents sont originaires de Mostaganem une ville côtière vers Oran, en Algérie. 
Concernant son nom de scène, Koma explique : « J’avais regardé la liste des noms des mecs du graffiti à la fin du livre Spraycan Art. Certains étaient déjà pris, d’autres pas. Moi, j’aimais « Les Guerriers De La Nuit« . [...] K et M me plaisaient. Kimo, Kamo, Kima… Comme c’était des lettres pointues, il me fallait de la chaleur. J’avais opté pour le O et le A. Et c’était parti, je suis allé direct dans la rue pour le poser. Tu as eu plusieurs époques dans le tag pour trouver des noms. Il y a eu la mode des «SW», Swatch, Switch, etc. L’année d’après, c’était les «K», Kriminel, Kool Shen… Tout le monde mettait un «K» à la place du «C». Après, j’ai regardé ce que KOMA voulait dire… Et puis comme j’avais des problèmes pour aller à l’école dès le matin ou rester éveillé en cours, ça collait bien (rires). »
En 1994, Fabe quitte Annecy et vient s’installer à Barbès dans le 18e arrondissement de Paris. Il y rencontre Koma et fondent la Scred Connexion.
Koma publie son premier album solo Le réveil, en 1999, souvent cité par la presse spécialisée parmi les classiques du rap français. Pour cet album, Koma explique : « J’ai voulu travailler avec beaucoup de gens de mon entourage pratiquement inconnus. J’aime la rencontre et travailler avec des nouveaux venus. »
Koma annonce en avril 2015 la publication d'un deuxième album, qu'il avait prévu de faire au début des années 2000, avant même le premier album de la Scred Connexion,.